# Arráyoz
Arráyoz (en euskera: Arraioz) es una localidad española del municipio de Baztán en Navarra. En 2015 cuenta con 239 habitantes.

## Demografía
| 2000 | 2001 | 2002 | 2003 | 2004 | 2005 | 2006 | 2007 | 2008 | 2009 | 2010 |
| ---- | ---- | ---- | ---- | ---- | ---- | ---- | ---- | ---- | ---- | ---- |
| 255  | 254  | 241  | 234  | 233  | 229  | 237  | 237  | 244  | 237  | 239  |

## Patrimonio
- Jauregizarrea. Palacio Zarrea.
- Palacio Zubiria
- Bikuña jauregia
- Iglesia

## Hijos ilustres
- Hasier Larretxea, (1982), poeta y escritor.
- Bittor Elizagoien (1961). Bertsolari, dos veces campeón en Navarra.
- Pablo Arozena Urrutia (1896-1964), misionero y escritor.[2]
- Bartolomé Barrenetxe (1715-1768).[2]

## Fiestas y celebraciones
Las fiestas patronales se celebran el primer domingo de septiembre.

### Erregiñak eta saratsak (Las reinas y los  sauces)
Cada año en mayo se sigue celebrando Erregiñak eta saratsak (Las reinas y los  sauces), una antigua tradición que tiene a niñas como protagonistas. Recorren las calles de la localidad deteniéndose en las puertas de las casas para cantar las coplas y bailar tras lo cual las etxekoandres (amas de casa), les ofrecen una propina. El día termina con una merienda con el dinero recaudado. El proceso consiste en que varias niñas eligen las reinas cada año. Las adornan con una corona de flores, y las acompañantes llevan una banda de seda en el pecho. Una de ellas toca la pandereta y las demás cantan coplas delante de las casas principales del lugar. Se trata de una especie de canto a la tierra y a la primavera que se escenificaba en los pueblos de Baztan el último domingo de mayo. En la mayoría de pueblos esta antigua tradición se ha perdido. En Arraioz, tras un parón de más de veinte años, se ha recuperado. 